# Кальмейер, Иоганн Август Теодор
Иоганн Август Теодор Кальмейер (нем. Johann August Theodor Kallmeyer; латыш. Johans Augusts Teodors Kalmeijers; 19 августа 1809 — 27 апреля 1859) — курляндский священник и историк.
В 1828—1832 гг. изучал теологию в Дерпте и Санкт-Петербурге. В 1837 г. вернулся в своё родное селение Ландзе (ныне Пилтенская волость Вентспилсского района Латвии) и до конца жизни служил священником, одновременно занимаясь историческими и филологическими изысканиями. Опубликовал статью «О латышской народной песне» (нем. Über das lettische Volkslied; 1846), в 1853 году участвовал в подготовке издания «Ливонской рифмованной хроники». Подготовил обзор «Евангельские церкви и священники в Курляндии» (нем. Die evangelischen Kirchen und Prediger Kurlands), дважды (1890, 1910) опубликованный уже после его смерти.